# Женская сборная Афганистана по волейболу
Женская национальная сборная Афганистана по волейболу (пушту د افغانستان د ښځو د والیبال ټیم‎, дари تیم والیبال بانوان افغانستان, англ. Afghanistan women's national volleyball team) — представляет Афганистан на международных волейбольных соревнованиях. Управляющей организацией выступает Федерация волейбола Афганистана.

## История
Федерация волейбола Афганистана с 1980 года является членом ФИВБ и AКВ.
Дебют женской сборной Афганистана по волейболу состоялся на первом чемпионате Центральноазиатской волейбольной зональной ассоциации (CAZA) АКВ, прошедшем в ноябре 2019 года в Бангладеш. На этом турнире афганские спортсменки провели 4 матча и во всех проиграли со счётом 0:3 командам Бангладеш, Непала, Мальдивской Республики и Кыргызстана. 
В августе 2021 года к власти в Афганистане пришло движение Талибан, что негативным образом отразилось на развитии спорта в стране. Женщинам вообще было запрещено заниматься спортом, что привело к эмиграции из страны всех игроков национальной волейбольной сборной. С этого времени команда Афганистана формируется из эмигрантов, продолжающих выступать под национальным флагом международно признанной Исламской Республики Афганистан.
После 2021 года женская сборная Афганистана приняла участие в Играх исламской солидарности, Азиатских играх и чемпионате CAZA, но ни в одном из проведённых на этих турнирах матчей не смогла выиграть ни единой партии.
Выступление на Азиатских играх, прошедших в сентябре-октябре 2023 года в китайском Ханчжоу, для афганских волейболисток стало первым на столь высоком уровне. На групповом этапе волейбольного турнира соперницами команды Афганистана стали сборные Казахстана, Японии и Гонконга, которым афганки проиграли с одинаковым счётом 0:3 и ни в одном из сетов не смогли набрать более 7 очков, а вторая партия в матче с командой Японии принесла мировой анти-рекорд, закончившись со счётом 0:25. От классификационных игр за 9—13-е места сборная Афганистана отказалась. Столь негативные результаты выступлений можно назвать закономерными, учитывая то, в каких условиях приходится готовиться к соревнованиям афганским волейболисткам, не имеющим серьёзного международного опыта и получающим игровую практику лишь в момент подготовки к турнирам.  

## Результаты выступлений и составы

### Азиатские игры
Сборная Афганистана участвовала в одном волейбольном турнире Азиатских игр.
- 2023 — 13-е место

### Чемпионат CAZA[1]
- 2019 — 5-е место

- 2019[4]: Махбуба Хусайни, Фрозан Хади, Масома Алипур, Сомала Хашеми, Халима Хасани, Фреште Хусайни, Манижа Факири, Разия Ахмади, Фатима Кулами, Зайнаб Никзад, Нилуфар Амири, Фатима Аскари. Тренер — Мохаммад Ханиф Амири.

### Кубок вызова CAZA
- 2024 — 4-е место

### Игры исламской солидарности
- 2022 — 7-е место

## Состав
Сборная Афганистана на Азиатских играх 2023
| №  | Имя, фамилия      | Год рождения | Рост | Амплуа      |
| -- | ----------------- | ------------ | ---- | ----------- |
| 1  | Негин Мохаммади   | 2001         | 181  | нападающая  |
| 2  | Зейнаб Джалили    | 2004         | 166  | связующая   |
| 3  | Мохаддесе Амири   | 1998         | 170  | нападающая  |
| 4  | Мурсал Хедри      | 1998         | 168  | центральная |
| 5  | Халима Хасани     | 1992         | 170  | нападающая  |
| 6  | Марванд Мохаммади | 2004         | 176  | нападающая  |
| 7  | Фатеме Багери     | 2000         | 170  | либеро      |
| 8  | Захра Моради      | 1997         | 173  | центральная |
| 9  | Наргес Мосави     | 1995         | 175  | нападающая  |
| 10 | Фатеме Хейдари    | 2003         | 170  | центральная |
| 11 | Рогайе Мохаммади  | 2002         | 181  | связующая   |
| 12 | Фарешта Карими    | 2004         | 170  | нападающая  |

- Главный тренер —  Фатеме Захра Хазани.
- Тренер —  Лейла Голам Хосейн-заде.